# Slaget ved Jemmingen
Slaget ved Jemmingen var et slag mellan spanske tropper og oprørske hollændere ved flodbredden på halvøen Jemmingen ud for Emden den 21. juli 1568.
Da Nederlandenes overvejende protestantiske befolkning rejste sig mod Spaniens katolske konge Filip II, beordrede han hertugen af Alba Fernando Álvarez de Toledo at nedkæmpe oprøret med sin stridsvante hær. Hertugen af Alba var en erfaren hærfører, og han var blandt andet den, som indførte den tunge musket som erstatning for hagebøssen (en slags håndkanon) som ildvåben i den spanske hær. Albas modstander var Vilhelm I af Oranien, som efter at være flygtet fra hjemlandet for at undgå arrestation samlede en hær af tyske lejeknægte under ledelse af sin broder Ludvig af Nassau, og sendte den ind i de nordlige Nederlande.
Hertugen af Albas hær indhentede Ludvig på halvøen Jemmingen. De to hære var formelt nogenlunde lige i henseende til størrelse men adskilte sig væsentligt indbyrdes i henseende til disciplin og ildkraft. Oprørernes hær blev spærret inde med ryggen mod floden Ems udløb og blev nedkæmpet uden pardon. Tusindvis af soldater forsøgte at flygte ved at svømme over udmundingsbugten, men få slap over. Indbyggerne i staden Emden erfarede nederlaget, da tidevandet fik de drunknedes hatte til at drive ind mod staden.
Til minde af sejren ved Jemmingen lod hertugen af Alba opstille en bronzestatue i Antwerpen, smeltet af de kanoner, som han havde erobret fra oprørhæren.